# Portals (Tesseract)
Portals è il secondo album dal vivo del gruppo musicale britannico Tesseract, pubblicato il 27 agosto 2021 dalla Kscope.

## Descrizione
Contiene l'intera esibizione tenuta dal gruppo presso i Lite Up Studios di Fareham, nel bel mezzo della pandemia di COVID-19, e che ha originariamente presentato in live streaming il 12 dicembre 2020. Per l'occasione i Tesseract hanno proposto brani da tutti e quattro gli album, di alcuni difficilmente eseguiti dal vivo (come Eden o l'intera suite Of Energy) o mai suonati in passato. Inoltre sono stati accompagnati dal batterista Mike Malyan dei Monuments, in quanto Jay Postones, vivendo ad Austin, non si è potuto recare nel Regno Unito a causa delle restrizioni legate alla sopracitata pandemia.

Un altro aspetto del concerto è data dall'utilizzo massiccio di laser e visual, oltre al coinvolgimento di alcuni attori scelti per rappresentare ogni atto dello spettacolo. Ciò è stato fortemente voluto dal bassista Amos Williams, che ha curato ogni aspetto di Portals:
(Amos Williams)

## Promozione
Portals è stato inizialmente presentato in live streaming nel dicembre 2020 sotto il titolo di Portals - A Cinematic Live Experience attraverso un sito appositamente creato dal gruppo.
Il 17 luglio 2021 i Tesseract hanno rivelato l'intenzione di rendere disponibile il concerto sotto forma di audio e video, fissando come data di uscita il 27 agosto dello stesso anno. Il disco è stato distribuito in edizione standard audio su doppio CD e triplo LP, mentre il video unicamente su BD; nello stesso giorno è stata pubblicata anche un'edizione deluxe comprensiva dei CD, del BD e del DVD (gli ultimi due contenenti anche il dietro le quinte e il mini concerto Live in the Lockdown) racchiusi in un cofanetto con un booklet di 40 pagine.
Il 2 febbraio 2023 l'edizione video di Portals è stata resa disponibile anche per lo streaming.

## Tracce
Testi di Daniel Tompkins, eccetto dove indicato.
- Act I - Beginnings

1. Of Matter – 14:54 (musica: Acle Kahney)
2. King – 5:45 (musica: Acle Kahney, Daniel Tompkins, James Monteith, Jamie Postones, Amos Williams, Aidan O'Brien)

- Act II - All and Everything at Once

1. Concealing Fate Parts 1-3 – 18:23 (musica: Acle Kahney, Daniel Tompkins, James Monteith, Jamie Postones, Amos Williams)
2. Tourniquet – 4:38 (musica: Acle Kahney, Aidan O'Brien)

- Act III - Traveller, Choose Your Way

1. Beneath My Skin/Mirror Image – 11:15 (musica: Acle Kahney, Daniel Tompkins, James Monteith, Jamie Postones, Amos Williams, Aidan O'Brien)
2. Orbital – 2:16 (musica: Acle Kahney, Daniel Tompkins, James Monteith, Jamie Postones, Amos Williams, Aidan O'Brien)
3. Juno – 6:01 (musica: Acle Kahney, Daniel Tompkins, James Monteith, Jamie Postones, Amos Williams, Aidan O'Brien)

- Act IV - Always in Motion

1. Cages – 5:28 (musica: Acle Kahney, Aidan O'Brien)
2. Dystopia – 6:22 (musica: Acle Kahney, Aidan O'Brien)
3. Phoenix – 4:10 (musica: Acle Kahney, Aidan O'Brien)
4. Nocturne – 4:17 (testo: Ashe O'Hara – musica: Acle Kahney)

- Act V - Ourboros

1. Eden – 6:33 (musica: Acle Kahney, Daniel Tompkins, James Monteith, Jamie Postones, Amos Williams)
2. Of Energy – 10:53 (testo: Ashe O'Hara – musica: Acle Kahney)
3. Seven Names – 4:55 (musica: Acle Kahney, Aidan O'Brien)

BD/DVD
1. Portals – 105:50
2. Behind the Scenes – 23:29
3. Live in the Lockdown – 22:10
4. Portals (Hi-Res Audio Only Version) – 105:50

## Formazione
Hanno partecipato alle registrazioni, secondo le note di copertina:
Gruppo
- Acle Kahney – chitarra
- Daniel Tompkins – voce
- James Monteith – chitarra
- Amos Williams – basso

Altri musicisti
- Mike Malyan – batteria

Produzione
- Amos Williams – produzione, co-regia, montaggio audio, concept, design, layout
- Adam Foster – produzione esecutiva
- Richard Oakes – regia, direzione della fotografia, montaggio video
- Acle Kahney – missaggio, mastering, montaggio audio
- Mike Malyan – montaggio audio
- Daniel Tompkins – montaggio audio
- Isaac Powell – registrazione
- Tiago Marinho – artwork copertina
- Scott Robinson – design, layout

## Classifiche
| Classifica (2021)          | Posizione massima |
| -------------------------- | ----------------- |
| Germania                   | 70                |
| Regno Unito (independent)  | 19                |
| Regno Unito (rock & metal) | 10                |